# اسیدهای چرب ضروری
اسیدهای چرب ضروری، که گاه «ویتامین اف» هم نامیده می‌شوند، به دسته‌ای از اسیدهای چرب گفته می‌شود که مصرف آن‌ها برای سلامتی انسان و دیگر حیوانات ضرروی است، چرا که بدن انسان و بدن اکثر حیوانات توانایی ساخت آن‌ها از دیگر مواد غذایی را ندارد. اصطلاح اسید چرب ضروری صرفاً به اسیدهای چربی گفته می‌شود که برای فرآیندهای بیولوژیکی بدن به آنها احتیاج است. این اصطلاح، چربی‌هایی را که فقط به عنوان سوخت در بدن انسان از آنها استفاده می‌شود را شامل نمی‌گردد. در حال حاضر فقط دو نوع اسید چرب ضروری برای بدن انسان شناخته شده‌است که عبارت‌اند از اسیدهای چرب امگا ۳ و اسیدهای چرب امگا ۶.
اسیدهای چرب ضروری تا هنگامی که تعادل چربی در بدن در ازای هر دو چربی اشباع نشده مقابل یک چربی اشباع شده‌است، به سوخت و ساز چربی‌ها کمک می‌کند و به همین خاطر باعث کاهش وزن می‌گردد.
بدن انسان توانایی تولید اسید های چرب شانزده کربنه و بیست کربنه یا بیشتر را دارا می باشد اما توانایی ساخت اسید های چرب شانزده کربنه را دارا نمی باشد
اسید های امگا 6 و 9 اسید های چرب 18 کربنه ای هستد که به ترتیب دارای پیوند دوگانه روی کربن های امگا 6 و امگا 9 میباشند.
از این اسید های چرب برای سنتر پروستاگلاندین ها و ترومبوکسان ها که پیام رسان های داخل سلول می باشد امگا 3 بیشتر برای ساخت پیام رسان های ضد التهابی و امگا 6 برای ساخت پیام رسانهای التهابی بکار می رود . لذا استفاده از اسید های امگا 3 باعت کاهش خطر بیماری ها قلبی عروقی می باشد.

## فواید
این اسیدها از رسوب و انباشته شدن کلسترول در جدار رگ‌ها جلوگیری می‌کنند. در لطافت پوست و مو مفید هستند. در برابر آثار زیان بخش اشعه ایکس تا حدودی از بدن محافظت می‌کنند. با بیماری‌های قلبی مبارزه می‌کنند و برای کاهش دادن وزن و همچنین سوختن چربی‌ها مؤثر هستند.

این اسیدها برای رشد کودکان مفید هستند و برای رشد ناخن‌ها نیز مؤثر می‌باشند. همچنین از ریزش مو جلوگیری می‌کنند و برای بهبود و مداوای زخم‌ها مفید هستند. رشکا که نوعی بیماری پوستی است به وسیله مصرف این اسیدها قابل معالجه است. این اسیدها به منظور درمان اگزما و سودا مفید هستند و اگر به صورت خارجی (از روی پوست) استفاده شوند پوست را سالم و شفاف نگه می‌دارند.

## کمبود
کمبود این اسیدها در بدن باعث بروز ضایعات کلیوی و اختلال شدید در رشد می‌گردد و در زن‌های باردار موجب سقط جنین می‌شود. همچنین کمبود این اسیدها باعث خشکی پوست، ریزش موها، کاهش مقاومت بدن در برابر امواج رادیویی، خشک شدن دهان و خشک شدن چشم‌ها می‌گردد. کمبود این اسیدها ممکن است موجب بروز سرطان شود.